# Plötzky

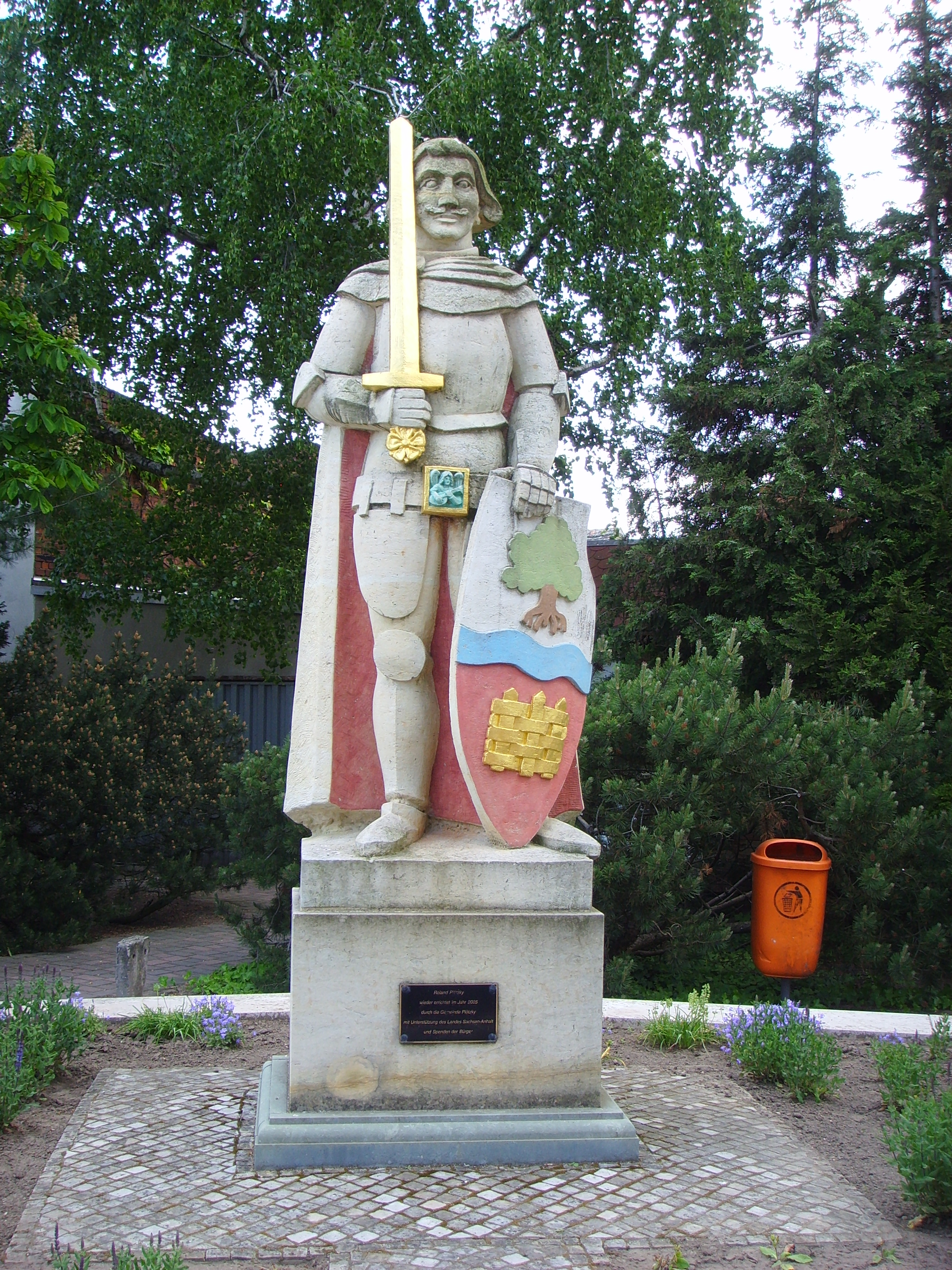
Roland in Plötzky

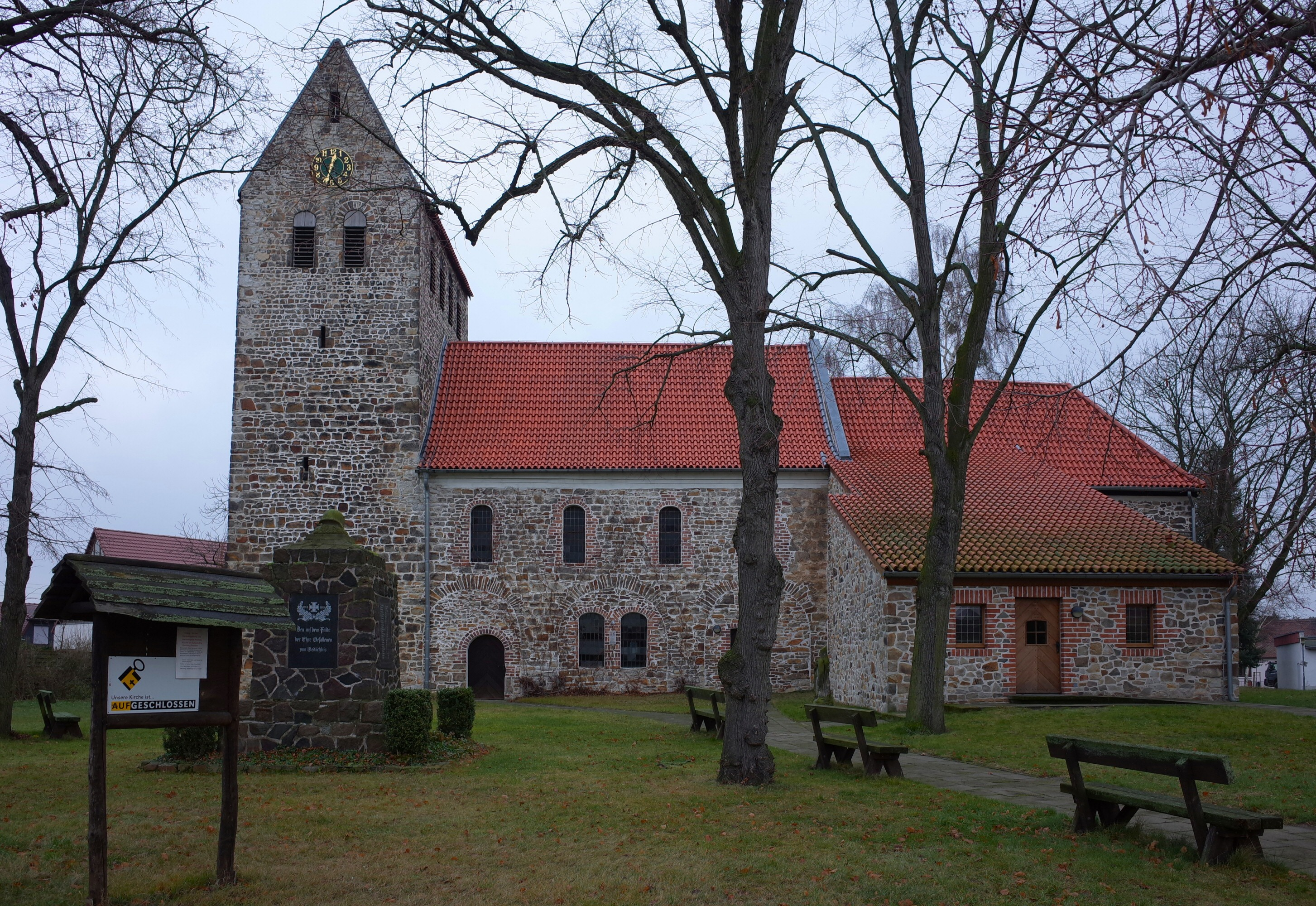
Ev. Kirche Sankt Maria Magdalena

Plötzky ist ein Ortsteil von Schönebeck (Elbe) im Salzlandkreis in Sachsen-Anhalt.

## Geografie
Das südöstlich von Magdeburg gelegene Gebiet der Ortschaft Plötzky erstreckt sich vom Elbeufer im Süden über die Alte Elbe bis an den Rand der Stadt Gommern im Norden. Nahe Plötzky zweigt der Elbe-Umflutkanal von der Alten Elbe ab. Das flache Gelände ist wald- und seenreich. Hier befinden sich Naherholungsgebiete um mehrere Seen, wie dem Königsee, dem Kolumbussee, dem Giselasee und dem Edersee mit Wochenendhaussiedlungen und Campingflächen. Die Gemarkung Plötzky grenzt im Norden an die Landeshauptstadt Magdeburg und an den Landkreis Jerichower Land.

## Geschichte
Etwa im Zeitraum 650 bis 900 könnte Plötzky als slawische Gründung entstanden sein. Im 11. und 12. Jahrhundert erfolgte eine christliche Kolonisation der ostelbischen Gebiete. Bereits im 12. Jahrhundert begann im Ort der Abbau von Quarzit. Um 1170 wurde die Sankt-Maria-Magdalena-Kirche gebaut. Die Gründung des von Zisterzienserinnen betriebenen Klosters Sankt-Maria-auf-dem-Georgenberg erfolgte etwa 1210.
Im Jahr 1228 wurde Plötzky erstmals urkundlich erwähnt. Der Name könnte sich vom slawischen plot ableiten (polnisch: płot = Zaun, russisch: плот = Floß). Etwa um 1400 fand die Errichtung des ersten Rolands statt, Plötzky hatte Stadtrecht. Im Zuge der Reformation wurde das Kloster 1538 aufgelöst, die meisten Gebäude des Klosters wurden 1578 abgerissen. Mit der Gründung des Amtes Gommern verlor Plötzky dann seinen Status als Stadt.
Zwischen 1567 und 1874 war südlich des Ortes die Alte Fähre in Betrieb, eine Fähre über die Elbe, an deren Stelle sich heute ein Gasthaus befindet.
Für das Jahr 1645 wird Plötzky, bedingt durch die Folgen des Dreißigjährigen Kriegs, als Wüstung geführt.
Im Jahr 1876 wurde an Stelle der alten Fähre eine Holzbrücke erbaut. Bereits von 1871 bis 1875 waren im Nachbarort Pretzien das Pretziener Wehr und südlich von Plötzky der Elbe-Umflutkanal entstanden. Der die Gegend prägende Quarzitabbau wurde 1963 eingestellt.
1992 wurde die Verwaltungsgemeinschaft Schönebeck gegründet, zu der Plötzky gehörte. Im Jahr 2004 wurde an der alten Fähre eine neue Brücke errichtet. 2005 erhielt Plötzky wieder einen Roland. Am 1. Januar 2009 wurde der Ort nach Schönebeck eingemeindet.

## Politik

### Ortschaftsrat
- fraktionslos: 5

Der Rat besteht aus den 5 folgenden, ehrenamtlichen Ratsmitgliedern:
- Prof. Dr. Martin Kütz (fraktionslos)
- Jana Reichmann (fraktionslos)
- Martin Wieser (fraktionslos)
- Kathrin Anglet (fraktionslos)
- Torsten Eichhorn (fraktionslos)

Protokollführerin ist Birgit Schröder.

### Bürgermeister
Aktueller Ortsbürgermeister ist Prof. Dr. Martin Kütz, mit Jana Reichmann als erste stellvertretende Ortsbürgermeisterin und Martin Wieser als zweiter stellvertretender Ortsbürgermeister.

### Wappen

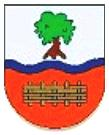
Wappen von Plötzky

Die Farben der Gemeinde sind Gold (Gelb) - Rot.

### Flagge
Die Flagge ist rot-gelb-rot (1:4:1) gestreift (Längsform: Streifen senkrecht verlaufend, Querform: Streifen waagerecht verlaufend) und mittig mit dem Gemeindewappen belegt.

## Persönlichkeiten
- Justus Christian Thorschmidt (1688–1750), Lokalhistoriker und von 1721 bis 1725 evangelischer Pfarrer in Plötzky

## Verkehrsanbindung
Die Bundesstraße 246a durchquert Plötzky auf dem Weg von Gommern nach Schönebeck (Elbe). In diesen beiden Städten befinden sich die nächsten Bahnhöfe (Bahnlinien Magdeburg–Dessau und Magdeburg–Halle (Saale)).